# Calexico (zespół muzyczny)

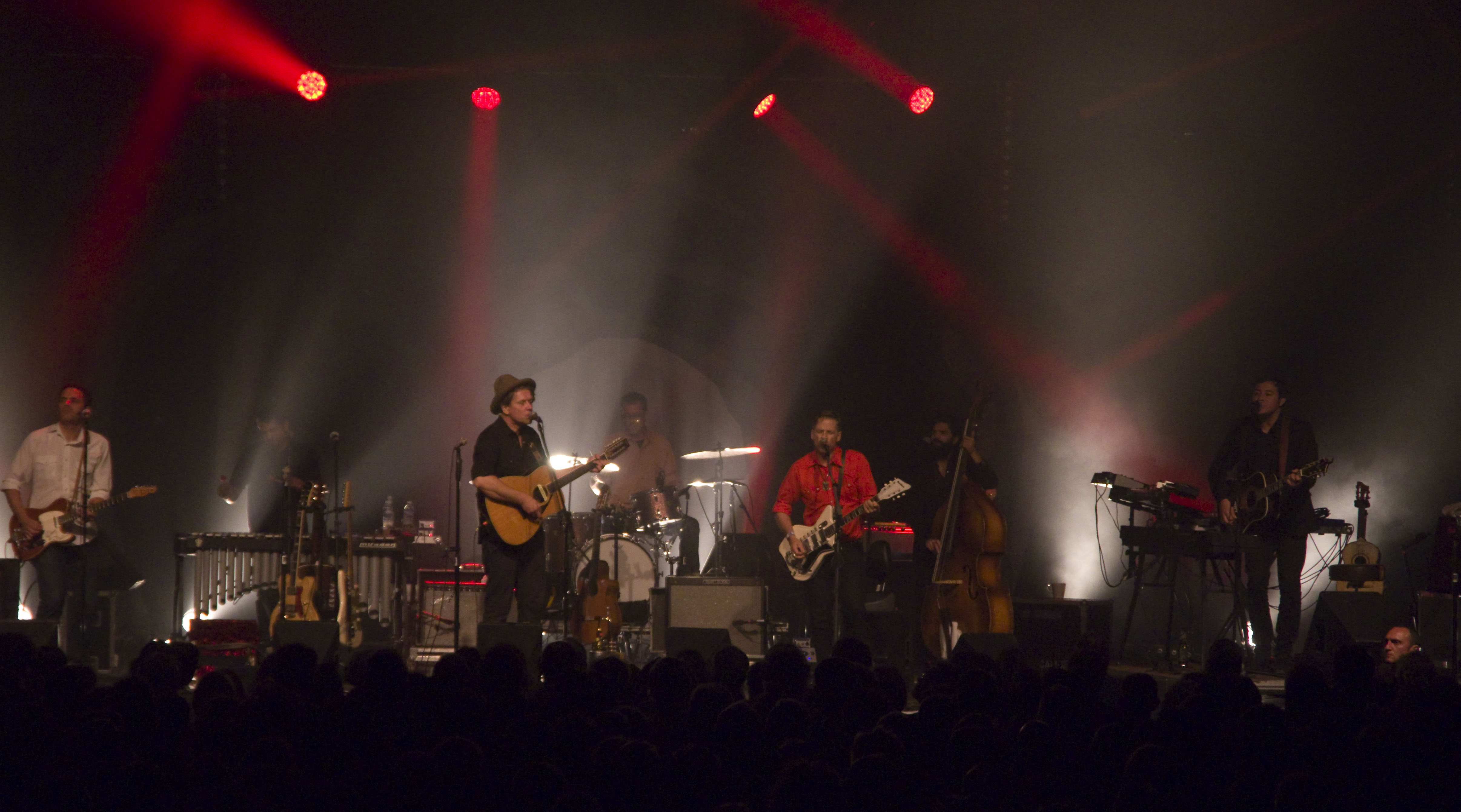
Zelt-Musik-Festival w roku 2016 we Fryburgu Bryzgowijskim, Niemcy

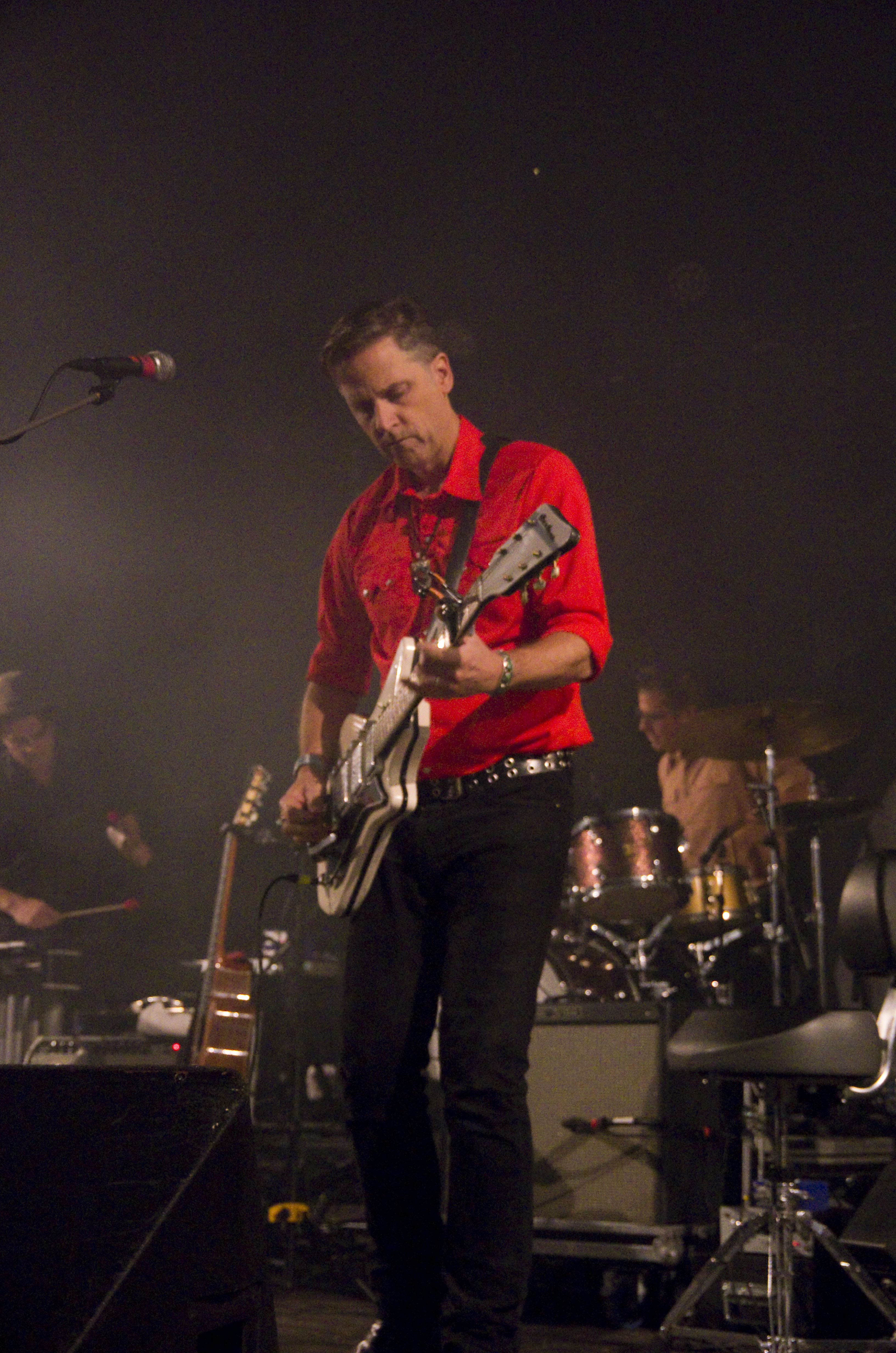
Zelt-Musik-Festival w roku 2016

Calexico – amerykańska grupa muzyczna, której muzyka najczęściej klasyfikowana jest jako country alternatywne i americana. Nazwa grupy pochodzi od miasta w stanie Kalifornia.

## Historia
Początki zespołu sięgają roku 1990, kiedy Joey Burns poznał Johna Convertino i dołączył do zespołu Giant Sand, w którym występował poza nimi Howe Gelb. W 1994 grupa przeniosła się do Tucson w stanie Arizona. John i Joey założyli zespół The Friends of Dean Martin (później Friends of Dean Martinez), który podpisał kontrakt z wytwórnią Sub Pop, jednak w 1996 rozstali się ze współzałożycielem tej grupy Billem Elmem. Przed założeniem Calexico występowali przez jakiś czas jako sekcja rytmiczna do wynajęcia.
W 1996 nagrali płytę Spoke dla niemieckiej wytwórni niezależnej Hausmusik. Płyta ta została wydana w limitowanym nakładzie 2000 egzemplarzy. Po podpisaniu kontraktu z Quarterstick Records (filią Touch and Go Records) muzycy przyjęli nazwę Calexico. W 1997 Quarterstick Records ponownie wydała płytę Spoke. W tym samym roku muzycy współpracowali z Lisą Germano przy nagraniu płyty Slush.
Kolejny album, The Black Light, ukazał się w 1998 i otrzymał przychylne recenzje m.in. w Wall Street Journal. W tym czasie grupa koncertowała jako support przed takimi artystami jak Pavement, Dirty Three, czy Lambchop, a także regularnie występowała na festiwalach muzycznych (Bonnaroo Music Festival, Hurricane Festival, All Tomorrow’s Parties). W 1999 ukazał się limitowany album Road Map sprzedawany wyłącznie podczas koncertów grupy.
Kolejny album grupy, Hot Rail, który ukazał się w maju 2000, odróżniało od poprzednich dodanie instrumentów dętych i smyczkowych.
Wydany w 2003 album Feast of Wire pojawił się na listach Billboardu. Pochodzi z niego utwór Quattro (World Drifts In), do którego nakręcono pierwsze video grupy.
W 2005 muzycy Calexico współpracowali z grupą Iron & Wine, czego efektem była epka In the Reins wydana we wrześniu tego roku. Dwie grupy występowały również razem na koncertach promujących wspólne nagrania.
W 2006 wydano kolejny album Garden Ruin, natomiast w 2008 Carried to Dust, w którego nagraniu wzięli również udział Sam Beam z Iron & Wine, Douglas McCombs z grupy Tortoise oraz Pieta Brown.
W listopadzie 2010 roku grupa wystąpi w Polsce w ramach festiwalu Ars Cameralis.

## Skład zespołu
Obecni członkowie zespołu to:
- Joey Burns – śpiew, gitara, gitara basowa, wiolonczela, instrumenty klawiszowe, akordeon, instrumenty perkusyjne, wibrafon
- John Convertino – perkusja, instrumenty perkusyjne, fortepian
- Paul Niehaus – steel guitar, gitara
- Jacob Valenzuela – trąbka, instrumenty klawiszowe, wibrafon, śpiew
- Martin Wenk – trąbka, gitara, instrumenty klawiszowe, akordeon, dzwonki, wibrafon
- Volker Zander – kontrabas, gitara basowa

## Wybrana dyskografia

### Albumy
- Spoke (1997)
- The Black Light (1998)
- Hot Rail (2000)
- Feast of Wire (2003)
- Garden Ruin (2006)
- Carried to Dust (2008)
- Algiers (2012)
- Edge of the Sun (2015)

### Epki
- Descamino (2000)
- Ballad Of Cable Hogue (2000)
- Even My Sure Things Fall Through (2001)
- Convict Pool (2004)
- Black Heart (2004)
- In the Reins (2005), z Iron & Wine
- Thee Guns of Brixton / Interior of a Dutch House (2006), split z grupą Beirut

### DVD
- World Drifts In: Live at the Barbican (2004)
- Live From Austin TX (Austin City Limits) (2009)